# Sint-Willibrorduskerk (Diessen)
De Sint-Willibrorduskerk is een gotische kerk te Diessen in de Nederlandse provincie Noord-Brabant.

## Geschiedenis
Volgens de in het Liber Aureus overgeschreven en mogelijk vervalste documenten zou de heilige Willibrordus in 712 een aantal goederen te Diessen aan de Abdij van Echternach hebben geschonken. Ook zou hij een waterput hebben geslagen waarvan naast de kerk een 16e-eeuwse replica is te vinden. In 1161 stond er al een houten kapel. In 1232 werd de kerk overgenomen door de Norbertijnen van de Abdij van Tongerlo. Omstreeks 1400 werd het priesterkoor gebouwd op de plaats van de voormalige kapel en omstreeks 1450 het schip. De bouw van het dwarspand en de toren begon omstreeks 1500, maar pas in 1545 werd het een parochiekerk. Deze werd in 1556 aan de heilige Wilibrordus gewijd.
In 1648 werd de kerk aan de katholieke eredienst onttrokken. De erediensten werden nu in de grenskerk van Roovert gehouden. In 1726 bouwden de katholieken een schuurkerk aan de Willekensdreef en later kwam er ook aan de Laarstraat een schuurkerk. In 1798 werd de oude kerk weer door de rooms-katholieken in gebruik genomen, het interieur werd daartoe aangepast in laat-barokke stijl. In 1859 werd de kerk gerestaureerd door Hendrik Jacobus van Tulder. Daarbij zijn onder meer de vensters in het koor vergroot. Toen werd ook het Van Hirtumorgel geplaatst. De orgelkast werd beschadigd tijdens een kerkrestauratie in 1937. De klokken uit 1821 werden in 1943 gestolen door de Duitse bezetter. In 1957 werd de kerk gerestaureerd onder leiding van architect Pontzen uit Tilburg en in 1972 door Cees Geenen. Bij deze restauratie heeft men deels de middeleeuwse toestand teruggebracht en deels de waterstaatelementen intact gelaten. Er werd toen een houten tongewelf aangebracht, maar bij de werkzaamheden werd het orgel ernstig beschadigd. In 1976 werd het orgel gerestaureerd en op de oorspronkelijke plaats teruggezet.
Bij de kerk bevindt zich een Willibrordusput. Aan het water hiervan schreef men vroeger een genezende kracht toe met betrekking tot Engelse ziekte.

## Het gebouw
De bakstenen westtoren heeft vijf geledingen die door natuurstenen randen van elkaar worden gescheiden. De geledingen zijn voorzien van spaarvelden en zijn versieringen in natuursteen aangebracht. De ingang is eveneens versierd met natuurstenen ornamenten en erboven is een raam aangebracht. De sacristie bevindt zich aan de zuidkant van het koor. Deze is net als een groot deel van het gebouw middeleeuws. Bij de kerk bevindt zich een begraafplaats. Op de kerkhofmuur zijn nog enkele beelden te zien en voor de muur bevindt zich een oorlogsmonument uit 1940.

## Interieur
Men betreedt de kerk via de hoge torenruimte met kruisribgewelf. De kerk heeft houten tongewelven en een houten balustrade. Hierop vindt men het Van Hirtumorgel, dat stamt uit 1859.
In het interieur vindt men onder meer het hoofdaltaar, de communiebanken, de preekstoel, de biechtstoelen en een aantal beelden in de waterstaatstijl. In de dwarsarmen staan barokaltaren uit 1744. Deze zijn gewijd aan Sint-Sebastiaan en Sint-Joris.